# Condado de Minidoka
El condado de Minidoka (en inglés: Minidoka County), fundado en 1913, es uno de los 44 condados del estado estadounidense de Idaho. En el año 2000 tenía una población de 20.174 habitantes con una densidad poblacional de 10.3 personas por km². La sede del condado es Rupert.

## Geografía
Según la Oficina del Censo, el condado tiene un área total de 1976 km² (762,9 mi²), de la cual 1967 km² (759,5 mi²) es tierra y 9 km² (3,5 mi²) (0.44%) es agua.

### Condados adyacentes
- Condado de Blaine - norte, este
- Condado de Cassia - sur
- Condado de Jerome - oeste
- Condado de Lincoln - oeste

### Carreteras
- - Interestatal 84
- - SH-24
- - SH-25

## Demografía
En el 2000 la renta per cápita promedia del condado era de $32 021, y el ingreso promedio para una familia era de $36 500. En 2000 los hombres tenían un ingreso per cápita de $28 977 versus $19 521 para las mujeres. El ingreso per cápita para el condado era de $13 813. Alrededor del 14,80% de la población estaba bajo el umbral de pobreza nacional.

## Ciudades
- Acequia
- Burley (parcialmente)
- Heyburn
- Minidoka
- Paul
- Rupert